# Wada Tomoki
Tomoki Wada (sinh ngày 30 tháng 10 năm 1994) là một cầu thủ bóng đá người Nhật Bản.

## Sự nghiệp câu lạc bộ
Tomoki Wada đã từng chơi cho Vissel Kobe.